# Jerónimo Zurita
Jerónimo Zurita y Castro (Zaragoza, 4 de diciembre de 1512- Zaragoza, 3 de noviembre de 1580) fue un historiador español y cronista mayor del Reino de Aragón.

## Biografía
Nació en Zaragoza en 1512 y estudió retórica, latín y griego en Alcalá de Henares con el conocido helenista Hernán Núñez. No dejó de aprender, además, varias lenguas modernas, como el francés, el italiano, el portugués y el catalán.
En 1530, y gracias a la influencia de su padre Miguel de Zurita, que fue médico de Fernando el Católico y Carlos I, consiguió el puesto de magistrado de la ciudad de Barbastro y continuo de la Casa Real, para, poco más tarde, ser nombrado baile de Huesca.
En 1537 fue nombrado asistente-secretario de la Inquisición al servicio del cardenal Juan Tavera, que desempeñaba los cargos de miembro del Consejo de Estado, inquisidor general y arzobispo de Toledo. 
En 1548 fue nombrado cronista del Reino de Aragón, y en 1566 Felipe II lo nombra secretario para el concilio de la Inquisición, así como secretario de su Consejo y Cámara, delegando en él todos los asuntos de suficiente importancia como para requerir la firma del rey.
Zurita obtiene una sinecura en Zaragoza y renuncia a sus anteriores cargos el 21 de enero de 1571 para dedicarse por completo a la composición de sus Anales de la Corona de Aragón, cuyo primer tomo aparece en 1562. Vivió para ver el último volumen publicado en Zaragoza el 22 de abril de 1580. Muere el 3 de noviembre de ese mismo año.

## Obra

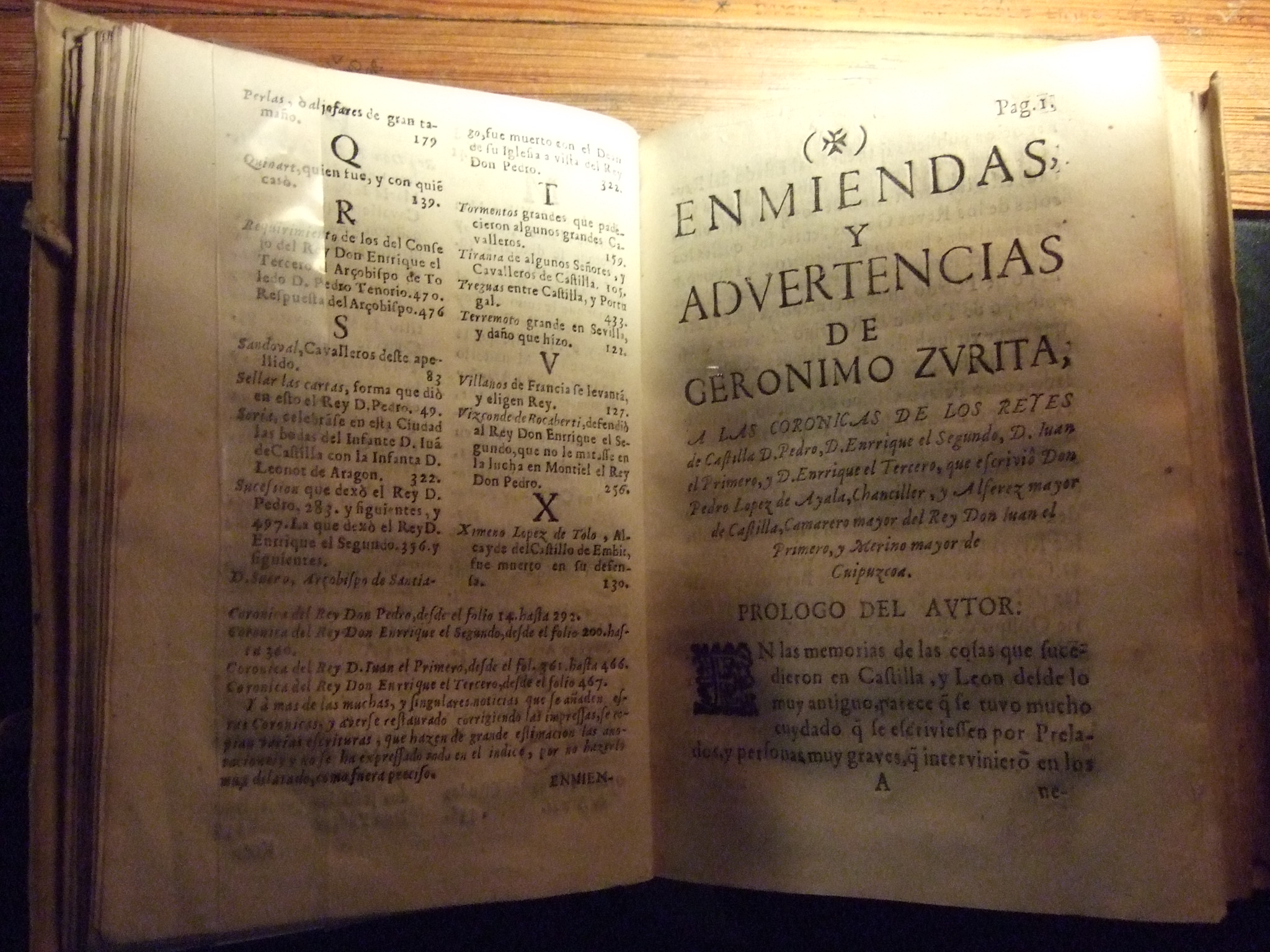
Principio de la obra de Jerónimo Zurita, Enmiendas y advertencias a las corónicas de los reyes de Castilla don Pedro, don Enrique el Segundo, don Juan el Primero y don Enrique el Tercero que escribió don Pedro López de Ayala, Zaragoza, Herederos de Diego Dormer, 1683.

La magna obra de Jerónimo Zurita, en la que trabajó durante treinta años, es Anales de la Corona de Aragón (1562-1580). En ella historia los sucesos de Aragón en orden cronológico desde el periodo islámico hasta el reinado de Fernando el Católico. 

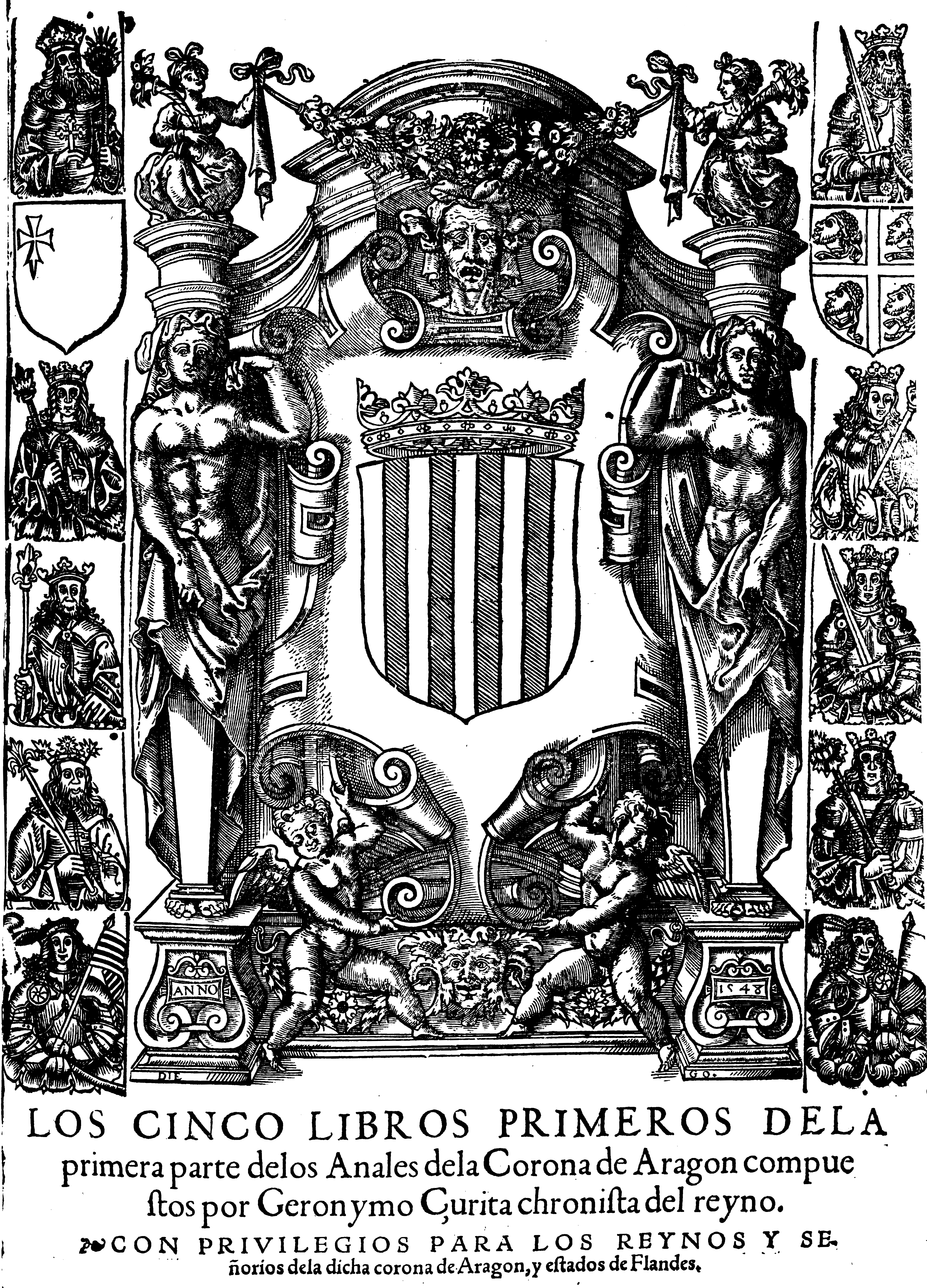
Los cinco libros primeros de la primera parte de los Anales de la Corona de Aragón..., Zaragoza, Pedro Bernuz (antigua imprenta de Jorge Coci), 1562.

Tiene un alcance más allá de lo aragonés, pues en el desarrollo de la crónica, se ven imbricados todos los reinos peninsulares, incluyendo Portugal. 
Otra obra importante, también relacionada con la Historia de Aragón, es su Indices rerum ab Aragoniae regibus gestarum (Zaragoza, 1578), una crónica de los reyes de Aragón hasta Martín I el Humano, a la que se adjunta la Historia de Sicilia, escrita por Godofredo Malaterra y otros historiadores. A la misma temática pertenece Progresos de la Historia en el reino de Aragón (Zaragoza, 1580).
Historia del rey don Fernando el Católico completa el último periodo abordado en los Anales y profundiza en la figura de este rey, que dio origen a la creación del Estado Moderno. El acercamiento a Fernando II de Aragón es un asunto reiterado en la historiografía aragonesa. Así, fue objeto de atención también por parte de Baltasar Gracián, que lo tomó como modelo en El político don Fernando el Católico.
De índole historiográfica es Enmiendas y advertencias en las crónicas de los reyes de Castilla que escribió don López de Ayala, que no fue editada hasta 1683. En ella critica las crónicas de Pero López de Ayala de los reyes Pedro I, Enrique II, Juan I y Enrique III de Castilla. De parecido talante son sus Comentarios a los Claros varones de Pulgar, donde examina la obra de Hernando del Pulgar, Claros varones de Castilla, de 1486, que retrataba los personajes ilustres de la corte de Enrique IV de Castilla.
El estilo de Zurita puede parecer en la actualidad austero pero es incuestionable su autoridad como cronista moderno y su método historiográfico riguroso. Muestra una nueva concepción de los deberes de un historiador y, no contento con los amplios materiales guardados en los archivos de Aragón, buscó sus fuentes en los Países Bajos, Roma, Nápoles y Sicilia, para encontrar documentos de primera mano que le permitieran replantear la historia desde sus materiales más fidedignos.

### Ediciones en línea
- Anales de la Corona de Aragón, edición digital. Biblioteca Virtual de la Institución Fernando el Católico.
- Historia del rey Don Fernando el Católico. De las empresas, y ligas de Italia, edición digital.Biblioteca Virtual de la Institución Fernando el Católico.

### Recursos en la red
- «Jerónimo Zurita». Documentos y Archivos de Aragón (DARA). Consultado el 1 de diciembre de 2012. Portal dedicado a Jerónimo Zurita.
- Libri Chronicarum. Zurita y otros cronistas en la Biblioteca Universitaria
- Jerónimo Zurita y los cronistas de Aragón. Revista de Historia Jerónimo Zurita, 88 (2013), Zaragoza, Institución «Fernando el Católico» (CSIC), 2013. Archivo pdf completo. ISSN 0044-5517
- Meléndez, F., Jerónimo Zurita, 1512-2012 (políptico) (versión en línea), Zaragoza, Institución «Fernando el Católico» (CSIC), 2012.